# 波爾克鎮區 (密蘇里州亞代爾縣)
波爾克鎮區（英語：Polk Township）是位於美國密蘇里州亞代爾縣的一個行政鎮區。

## 地方資料
波爾克鎮區的面積為77.60平方千米，當中陸地面積為75.86平方千米，而水域面積為1.74平方千米。根據2020年美國人口普查的數據，當地共有人口610人，而人口密度為每平方千米7.86人。